# Coelichneumon pepticus
Coelichneumon pepticus är en stekelart som först beskrevs av Cresson 1877.  Coelichneumon pepticus ingår i släktet Coelichneumon och familjen brokparasitsteklar. Inga underarter finns listade i Catalogue of Life.